# Kolejka trwa
Kolejka trwa − obraz olejny autorstwa Andrzeja Wróblewskiego namalowany w 1956 roku znajdujący się w kolekcji Muzeum Narodowego w Warszawie.

## Opis obrazu
Obraz olejny namalowany na płótnie o wymiarach 140 cm x 200 cm (utrzymany w bogatej kolorystyce i z zastosowaniem półcieni oraz przygaszonych barw) przedstawia postaci osób siedzących, jedna za drugą, w kolejce. Scena ta obsadzona jest w pomieszczeniu przypominającym poczekalnię. Na ścianie przedstawionego pomieszczenia widnieje strzałka wskazująca kierunek w prawo oraz  tabliczka.  Wśród przedstawionych osób jest młoda kobieta z dzieckiem na kolanach, starszy mężczyzna i starsza kobieta. W kadrze obrazu znajdują się również fragmenty innych postaci. Z obrazu bije marazm, obojętność postaci, trud ich codziennej egzystencji, oczekiwanie na śmierć, apatia.